# 5927 Krogh
5927 Krogh este o planetă minoră (asteroid), cu un diametru de 15,807 km, din centura de asteroizi. A fost descoperită pe 19 aprilie 1938 la Observatorul din Hamburg de Wilhelm Dieckvoß⁠(d). 
Obiectul prezintă o orbită caracterizată de o semiaxă mare de 3,1531691 UAi, o excentricitate de 0,21, o înclinație de 11,19357 ° în raport cu ecliptica.